# Гулиашвили, Коба
Коба Гулиашвили (груз. კობა გულიაშვილი; 13 апреля 1968, с. Марткопи, Квемо-Картли, Грузинская ССР, СССР) — советский и грузинский борец греко-римского стиля, участник Олимпийских игр 1996 года в Атланте и  2000 года в Сиднее.

## Биография
В 1988 году в польском Валбжихе стал чемпионом Европы среди молодёжи. В июле 1988 года на молодёжном Кубке мира в Афинах стал серебряным призёром, уступив в финале кубинцу Сесилио Родригесу. В июле 1996 года на Олимпийских играх в Атланте на стадии 1/16 одолел Арутика Рубеняна из Греции, в 1/8 финала победил узбекистанца Баходира Курбанова, в 1/4 финала уступил поляку Влодзимежу Завадскому, в первой утешительной схватке победил россиянина Сергея Мартынова, во второй победил болгарина Ивана Иванова, в схватке за бронзовую медаль проиграл турку Мехмету Акифу Пириму, в итоге занял 4 место. В июле 1997 года стал победителем международного турнира имени Гиви Картозия в Тбилиси. В сентябре 2000 года на Олимпийских играх в Сиднее на групповой стадии одолел Иштвана Майороша из Венгрии, затем проиграл иранцу Али Ашкани, в группе занял 2 место, что не хватило для выхода в 1/4 финала, в итоге занял 14 место.

## Спортивные результаты
- Чемпионат Европы по борьбе среди молодёжи 1988 — ;
- Кубок мира по борьбе среди молодёжи 1988 — ;
- Чемпионат мира по борьбе 1994 — 6;
- Чемпионат мира по борьбе 1995 — 23;
- Чемпионат Европы по борьбе 1996 — 6;
- Олимпийские игры 1996 — 4;
- Чемпионат мира по борьбе 1997 — 8;
- Чемпионат Европы по борьбе 1998 — 8;
- Чемпионат Европы по борьбе 1999 — 13;
- Чемпионат мира по борьбе 1999 — 23;
- Олимпийские игры 2000 — 14;